# حاجي ماميان (مهاباد)
قرية حاجي ماميان (بالكردية: حاجی مامیان) هي إحدى القرى التابعة لـمنغور الشرقية في ريف قسم خليفان من مقاطعة مهاباد، في محافظة أذربیجان الغربیة الإيرانية.

## السكان
حسب إحصاءات سنة 2006، بلغ إجمالي السكان في حاجي ماميان 179 نسمة وعدد المساكن 21 مسكن. لغة سكان حاجي ماميان هي اللغة الكردية و هم من أهل السنة والجماعة والمذهب الشافعي.